# 瓦西基夫齊 (斯里布涅區)
50°45′9″N 32°50′25″E / 50.75250°N 32.84028°E
瓦西基夫齊（烏克蘭語：Васьківці）是位於烏克蘭北部切爾尼希夫州裏普里盧基區的村莊，始建於1666年，面積93.62平方公里，海拔高度141米，2001年人口700，人口密度每平方公里22.14人。